# Ichneumon mlokosevitshi
Ichneumon mlokosevitshi är en stekelart som beskrevs av Kokujev 1908. Ichneumon mlokosevitshi ingår i släktet Ichneumon och familjen brokparasitsteklar. Inga underarter finns listade i Catalogue of Life.